# Теспротия
Теспротия (на гръцки: Θεσπρωτία или Νομός Θεσπρωτίας) е ном в Гърция, част от административна област Епир. Ном Теспротия е с население от 46 811 жители (2005 г.) и площ от 1515 km². Административен център на нома е град Игуменица. Граничи с Албания на север и с номовете Янина на изток и Превеза на юг. През Теспротия тече река Ахерон.